# Marcos António (Fußballspieler, 1983)
Marcos António Elias Santos, kurz Marcos António, (* 25. Mai 1983 in Alagoinhas, Bahia) ist ein ehemaliger brasilianischer Fußballspieler.

## Karriere
Im August 2002 wechselte er von seinem Heimatverein in Brasilien zum FC Porto nach Portugal, bei dem er in der zweiten Mannschaft zum Einsatz kam. Nach einem halben Jahr wechselte er auf Leihbasis zu Académica Coimbra in die Primeira Liga. Nach dem Klassenerhalt zog er zum Ligakonkurrenten Gil Vicente FC weiter. Im Jahr 2006 wechselte er auf Leihbasis innerhalb der Liga zu União Leiria.
Nach fünf Jahren verließ Marcos António Portugal im Sommer 2007 und wechselte zu AJ Auxerre in die französische Ligue 1. Hier konnte er sich nicht durchsetzen und wurde im Folgejahr nach Griechenland zu PAOK Thessaloniki verliehen. Auch dort konnte er sich nicht als Stammspieler etablieren und kehrte im Jahr 2009 nach Portugal zurück, wo er sich Belenenses Lissabon anschloss.
Nach dem Abstieg 2010 wechselte Marcos António zu Rapid Bukarest in die rumänische Liga 1. Im Team von Trainer Marius Șumudică wurde er zur Stammkraft in der Innenverteidigung und qualifizierte sich am Saisonende als Viertplatzierter für die Europa League. Dieser Erfolg wurde ein Jahr später wiederholt. Gleichzeitig zog er mit seiner Mannschaft ins Pokalfinale 2012 ein, unterlag dort aber Dinamo Bukarest mit 0:1.
Zur Saison 2012/13 wechselte Marcos António in die Fußball-Bundesliga zum 1. FC Nürnberg. Am 29. September 2012 bestritt António sein einziges Spiel in der Bundesliga im Heimspiel gegen den VfB Stuttgart. Er stand in der Startaufstellung, spielte aber bereits nach wenigen Sekunden den Ball so unglücklich zu Torhüter Raphael Schäfer zurück, dass Vedad Ibisevic dazwischengehen und das 1:0 erzielen konnte. Als er wenig später erneut einen Fehlrückpass spielte, den der VfB jedoch nicht nutzen konnte, wurde er in der 16. Minute ausgewechselt. Danach kam er auch wegen einer längeren Knieverletzung nicht mehr zum Einsatz. Im April 2014 wurde sein Vertrag vorzeitig aufgelöst. Anschließend wechselte er zum Johor Darul Ta’zim FC nach Malaysia. Mit dem Verein aus der Stadt Pasir Gudang gewann er ab 2014 fünfmal in Folge die Malaysische Meisterschaft. Weiters errang er mit ihnen dreimal den Supercup und jeweils einmal den Malaysia FA Cup und den Malaysia Cup. Der größte Erfolg war der Gewinn des AFC Cups im Jahr 2015. Am Ende der Saison 2018 erklärte er seinen Rücktritt vom professionellen Fußball.

## Erfolge
- Rumänischer Pokalfinalist: 2012
- Johor Darul Takzim F.C.
  - Malaysia Super League (2014, 2015, 2016, 2017, 2018)
  - Piala Sumbangsih (2015, 2016, 2018)
  - Malaysia FA Cup (2016)
  - Malaysia Cup (2017)
  - AFC Cup (2015)